# Diaphanopterodea
Los diafanopterodeos (Diaphanopterodea) o paramegasecópteros (Paramegasecoptera) son un orden extinto de insectos paleozoicos de gran tamaño. Sus primeras referencias datan del Carbonífero Medio (Serpukhoviano tardío o Bashkiriense temprano), e incluyen algunos de los insectos voladores más antiguos conocidos. A pesar de su muy temprana aparición en el registro fósil de los insectos, representan un grupo especializado de Palaeodictyopteroidea (insectos con pico del Paleozoico), únicos entre los representantes de ese grupo al haber evolucionado en la habilidad de plegar sus alas sobre su tórax y abdomen de una forma similar, aunque no homóloga, a los insectos neópteros.
Diaphanopterodea se distinguen por una serie de características adicionales, y generalmente se consideran un grupo monofilético. Se conocen alrededor de diez familias. Desaparecieron al final del período Pérmico, víctimas de la extinción en masa de finales del Pérmico, sin dejar descendientes.

## Sistemática
- Hexapoda
  - Insecta
    - Dicondylia
      - (Pterygota)
        - Palaeodictyopteroidea
          - Orden Diaphanopterodea Handlirsch, 1919
            - Familia Aenigmatidiidae
            - Familia Alexrasnitsyniidae
            - Familia Asthenohymenidae
            - Familia Biarmohymenidae
            - Familia Diaphanopteridae
            - Familia Elmoidae
            - Familia Martynoviidae
            - Familia Namurodiaphidae
            - Familia Parabrodiidae
            - Familia Parelmoidae
            - Familia Paruraliidae
            - Familia Prochoropteridae
            - Familia Rhaphidiopsidae
            - Familia Velisopteridae